# Merz-Halbinsel
Die Merz-Halbinsel ist eine vereiste, unregelmäßig geformte, 24 km lange und durchschnittlich 40 km breite Halbinsel an der Black-Küste im Osten des westantarktischen Palmerlands. Sie ragt zwischen dem Hilton Inlet und dem Violante Inlet in das Weddell-Meer.
Entdeckt und aus der Luft fotografiert wurde sie im Dezember 1940 bei der United States Antarctic Service Expedition (1939–1941). Weitere Luftaufnahmen entstanden 1947 bei der US-amerikanischen Ronne Antarctic Research Expedition, deren Teilnehmer in Kooperation mit dem Falkland Islands Dependencies Survey (FIDS) auch Vermessungen vor Ort vornahmen. Der FIDS benannte die Halbinsel nach dem österreichisch-deutschen Meereskundler Alfred Merz (1880–1925), Leiter der Deutschen Atlantischen Expedition (1925–1927).